# お笑いポーポー
『お笑いポーポー』（おわらいポーポー）シリーズは、1991年4月15日から1995年3月26日まで琉球放送（RBCテレビ）で放送されていたお笑い番組。

## 概要
沖縄県内で活動するお笑い集団「笑築過激団」がコントを繰り広げていた番組。月曜深夜から木曜深夜に10分間の帯番組としてスタートした。「ポーポー」とは黒糖を加えたクレープという感じの沖縄のお菓子で、別名「ちんびん」ともいう。この帯番組時代の放送内容は後にビデオ化された。
1991年11月1日からは、金曜深夜のみに放送の30分番組（翌週金曜夕方に再放送）となり、タイトルも『でぇ〜じお笑いポーポー』に変更。「でーじ」とは沖縄方言で「大変」の意である。タイトルの変更後には、コントとともに「ポーポー講座」（毎週1つの言葉をテーマにコントをする）や「カマド体操」なども行うようになった。カマドー体操は、のちに県内の小学校の運動会の準備体操などで使われるようになった。同番組はあまりの人気に『テレパル』でも取り上げられたことがある。1993年10月1日に毎週のレギュラー放送を終了。翌週の10月8日からは、組踊などの郷土芸能を放送する金曜午前の『RBC招待席』（のちに『RBCかりゆし劇場』となる）で月に1回程度放送されるようになった。
番組の終了後、1994年10月2日から1995年3月26日までこの番組の姉妹版と言える『笑いのてんぶす』が日曜深夜に放送されていた。
この番組は沖縄県ローカルでありながら、ローカルスポンサーに混じって日本たばこ産業（JT）がメインスポンサーに付いていた時期もある。
2008年、RBCはニコニコ動画に公式チャンネル「琉球放送でーじTV」を開設した。この中で、過去に放送された内容の一部が公開されている。

## 笑築過激団
- 玉城満（リーダー。2008年6月より沖縄県議会議員）
- 泉&やよい
  - 喜舎場泉
  - 小波津やよい
- ゆうりきや〜[1]
  - 城間祐司
  - 山田力也
- 川満聡（現在は脱退）
- 津波信一（現在は脱退）
- 普久原明
- 新垣正弘（現在は脱退）